# Jankowice (Radom)
Pour les articles homonymes, voir Jankowice.
Jankowice (prononciation : [jankɔˈvit͡sɛ]) est un village polonais de la gmina de Jedlińsk dans le powiat de Radom de la voïvodie de Mazovie dans le centre-est de la Pologne.
Il se situe à environ 8 kilomètres à l'ouest de Jedlińsk (siège de la gmina), 16 kilomètres au nord-ouest de Radom (siège de le powiat) et à 80 kilomètres au sud de Varsovie (capitale de la Pologne).

## Histoire
De 1975 à 1998, le village appartenait administrativement à la voïvodie de Radom.